# Schloss Mitterau

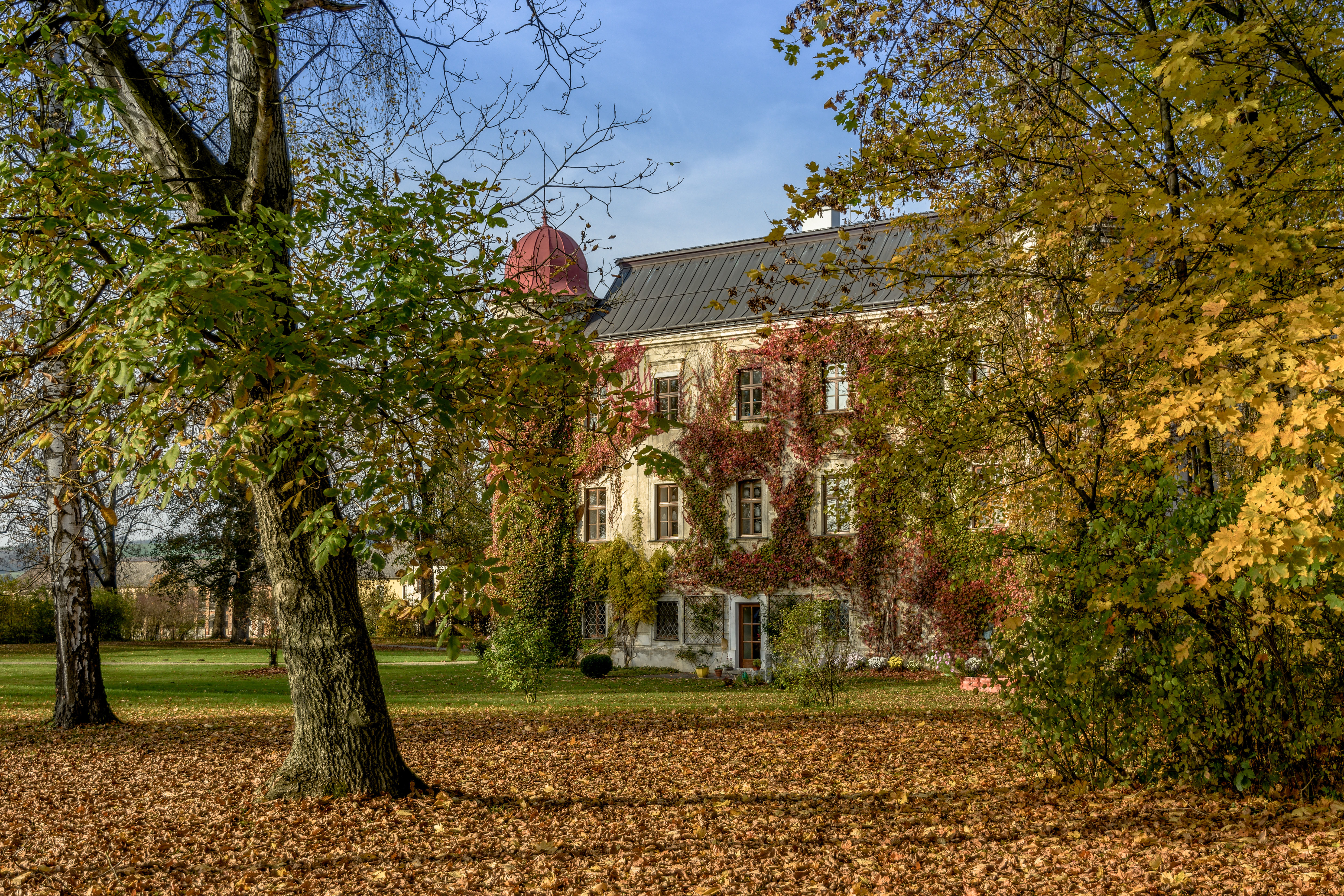
Schloss Mitterau

Das Schloss Mitterau steht in Mitterau in der Marktgemeinde Markersdorf-Haindorf im Bezirk St. Pölten-Land in Niederösterreich. Das Schloss steht unter Denkmalschutz (Listeneintrag).

## Geschichte
Das Schloss wurde um 1600 erbaut und erhielt seine heutige Form im Jahre 1754. 
Seit 1710 befindet sich das Schloss im Besitze des Adelsgeschlechtes Montecuccoli. Um 1740 verlegte Graf Zeno Montecuccoli den Herrschaftssitz von der  Burg Hohenegg ins nahe Schloss Mitterau.
Das Schloss wurde im Zweiten Weltkrieg schwer beschädigt. Das Gut umfasst 950 Hektar Wald. Verwaltet wird es heute von Albert und Felix Montecuccoli.